# サンエイ・ジャンボグループ

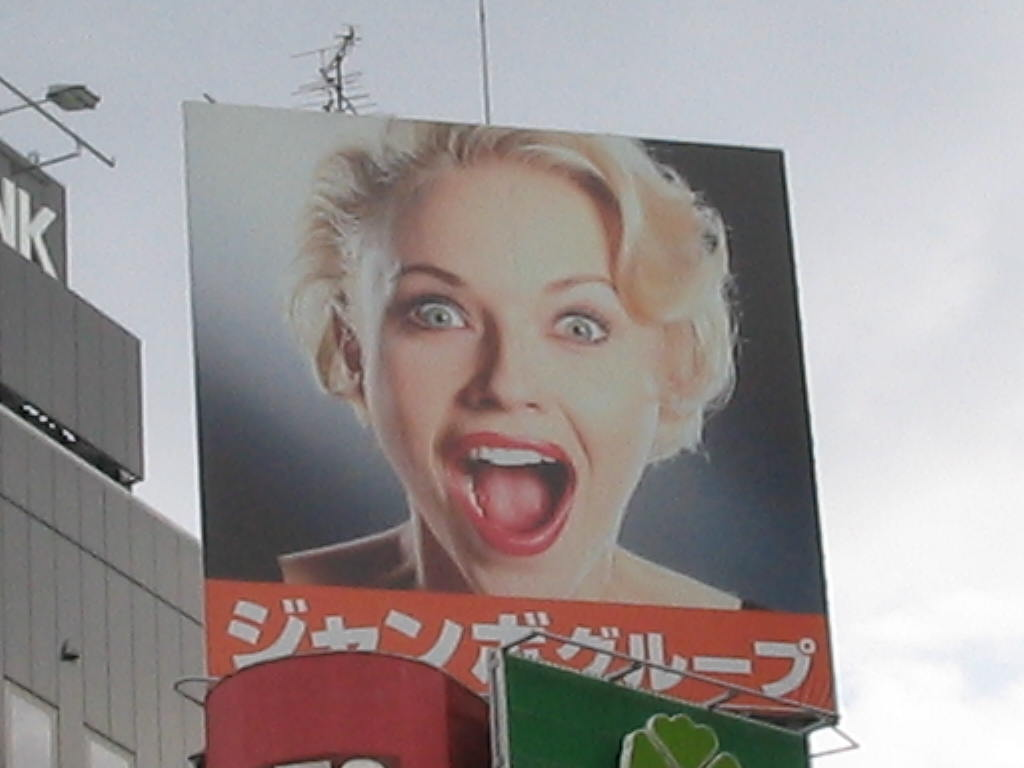
ジャンボの看板

サンエイ・ジャンボグループは岡山県を中心にパチンコ店「ジャンボ/サンエイ」を13店舗展開する企業(岡山7店舗、山口5店舗、滋賀1店舗)。株式会社三永（さんえい）を中心にグループ3社を抱える。　
サンエイグループは岡山県内のパチンコ店での規模は大きい方である。このうちサンエイ倉敷本店(旧サンエイ倉敷店ージャンボ倉敷店)は1971年ごろにできた老舗である。
サンエイのイメージキャラクターとなっている金髪の女性の名前はキャサリン。

## グループ企業
- 株式会社三永
- 株式会社サンエイシステム
- 株式会社リーグローブ

## 店舗
岡山県
- サンエイ倉敷本店（倉敷市平田） - 三永の本部が置かれている
- ジャンボ水島店 - 水島サティ跡地
- ジャンボ金光店（旧セブン店）
- ジャンボ備前店
- ジャンボ邑久店
- ジャンボ西大寺店 (2014年10月閉店)
- ジャンボ久世店
- ジャンボ井原店

山口県
- ジャンボ防府店
- ジャンボ川棚店
- ジャンボ平生店
- ジャンボ小野田店
- ジャンボ岩国店

滋賀県
- サンエイ高島店